# Alain Bui
Alain Bui, né en 1969, est un universitaire français, spécialiste de l’informatique.

## Carrière
Alain Bui, professeur des Universités, est titulaire depuis 1994 d'un doctorat en informatique de l'université Paris-Diderot et de l'INRIA. Il obtient une habilitation à diriger des recherches de l’université Paris-VIII en 1999. Il est l'auteur d'une soixantaine de publications scientifiques. Ses travaux académiques portent sur l'algorithmique distribuée et la recherche opérationnelle. 
Il est maître de conférence à l'université de Picardie Jules-Verne (Amiens) de 1995 à 1999, puis devient professeur des universités en 1999 à l’université de Reims Champagne-Ardenne.
Il rejoint l'université de Versailles Saint-Quentin-en-Yvelines (UVSQ) en 2008 en tant que professeur à l’UFR des sciences. Il y occupe, de 2010 à 2013, les fonctions de directeur adjoint du laboratoire Maison de la simulation, puis de 2013 à 2015, celles de directeur-adjoint du laboratoire Prism (UVSQ et CNRS). Au sein de l’UVSQ, il a été vice-président chargé des relations internationales de 2012 à 2016 avant d’être vice-président du conseil d'administration de 2016 à 2017 .
De 2011 à 2016, Alain Bui est membre élu du Conseil national des universités (CNU). Il est parallèlement expert au Haut Conseil de l'évaluation de la recherche et de l'enseignement supérieur et à l’Agence d'évaluation de la recherche et de l'enseignement supérieur. 
Alain Bui est élu le 5 octobre 2017 président de l’université de Versailles-Saint-Quentin-en-Yvelines, succédant à Didier Guillemot. Il co-préside le comité numérique de la Conférence des présidents d'université de 2018 à 2020. 
Il est réélu président de l'UVSQ le 24 novembre 2020 pour un second mandat, jusqu'au 2 décembre 2024. Le 24 janvier 2021, il est élu président de la Commission de la vie de l'étudiant et de la vie de campus de la Conférence des présidents d'université dont il devient l'un des administrateurs.[réf. nécessaire]